# Naomasa Sakonju
Naomasa Sakonju (左近允 尚正, Sakonju Naomasa) (6 juin 1890 - 21 janvier 1948) est un vice-amiral de la marine impériale japonaise. Durant la Seconde Guerre mondiale, il mène un raid dans l'océan Indien durant lequel il fait 114 prisonniers alliés. Ayant reçu l'ordre d'en « disposer », il en fait exécuter une bonne partie et fait jeter les corps à la mer. Après la défaite du Japon, il est extradé à Hong Kong pour être jugé pour crimes de guerre par un tribunal militaire britannique. Reconnaissant lui-même sa responsabilité, il est condamné à mort et est pendu en janvier 1948.

## Biographie
Né dans la préfecture de Kagoshima, Sakonju sort diplômé de la 40e promotion de l'académie navale impériale du Japon en 1912, finissant classé 98e sur 144. Il sert comme aspirant sur le croiseur Soya et le cuirassé Suwo, puis comme enseigne sur le croiseur Hashidate. 
Promu sous-lieutenant, il sert sur les croiseurs Kasuga, Niitaka, Azuma, et sur le destroyer Harukaze.
Après sa promotion comme lieutenant le 1er décembre 1919, il est affecté sur le croiseur Tenryū, sert un an en tant qu'officier des communications à Chichi-jima dans les îles Bonin, puis occupe le même poste sur le cuirassé Mutsu et le transporteur d'hydravions Wakamiya (en). Il est promu capitaine de corvette en 1930 et sert comme commandant en second du croiseur Kako en 1933. Il occupe de nombreux postes d'État-major par la suite, comme celui d'attaché naval au Siam à partir du 1er septembre 1941.
Il est promu contre-amiral le 15 octobre 1941 et reste au Siam jusqu'en juin 1942.
Il est affecté comme commandant de la 16e division de croiseurs en septembre 1942, avec sous son commandement le croiseur lourd Tone comme navire amiral. Sa division joue un rôle important dans de nombreuses batailles navales de la Seconde Guerre mondiale. 
En mars 1944, la 16e division de croiseurs effectue un raid dans l'océan Indien pour attaquer les navires alliés entre Aden et Fremantle en Australie. Le navire britannique MV Behar de 6 100 tonneaux, piloté principalement par des marins indiens, est coulé à mi-chemin entre Ceylan et Fremantle le 9 mars 1944. À la suite de cette attaque, l'escadron japonais arrête sa mission et retourne à Batavia de peur que les navires alliés ne répondent à l'appel de détresse du Behar. Le croiseur Tone fait monter 114 survivants à son bord mais ne les débarque pas à Batavia car de nouveaux ordres reçus de Tokyo ordonnent de ne plus faire de nouveaux prisonniers sauf pour être interrogés. Lorsque Sakonju proteste contre le fait de garder les prisonniers à bord de Tone, il reçoit l'ordre d'en « disposer ». Dix jours plus tard, le capitaine du Tone, Haruo Mayuzumi, ordonne aux prisonniers de s'aligner sur le pont du navire. Il choisit ensuite, apparemment au hasard, entre 52 et 72 hommes (les décomptes varient selon les versions) et ordonne de les fusiller à l'arrière du bateau après qu'ils ont refusé de se suicider à l'épée, et les corps sont jetés dans l'océan Indien. Parmi les victimes se trouvent 10 des 14 officiers du MV Behar et la plupart des membres britanniques de l'équipage. 
Promu vice-amiral le 15 octobre 1944, Sakonju devient chef d'État-major de la flotte régionale japonaise de Chine (en) et le reste jusqu'à la fin de la guerre en 1945.
En 1946, Sakonju est arrêté par les autorités d'occupation américaines et extradé à Hong Kong pour être jugé pour crimes de guerre par un tribunal militaire britannique pour son rôle dans l'exécution des survivants du Behar. Sakonju assume seul la responsabilité de l'incident dans sa déclaration écrite sous serment de 1947 : « Compte tenu du fait que les Alliés avaient dernièrement tué des prisonniers de guerre japonais à Guadalcanal en les écrasant avec des chars et ont souvent tiré ou torpillé des navires-hôpitaux japonais en provoquant de nombreuses pertes, le quartier-général en ait venu à la conclusion que les Alliés avaient pour but d'exterminer les Japonais et a décidé d'effectuer des représailles ». Sakonju est pendu à la prison de Stanley en janvier 1948.